# Takumi Beppu
Takumi Beppu (別府匠, Beppu Takumi ; Chigasaki, 29 september 1979) is een Japans voormalig wielrenner. Takumi Beppu is de broer van Fumiyuki Beppu.

## Overwinningen
2004
2e etappe Ronde van Japan
2006
Challenge Cycle Road Race
- Virtual International Authority File: 80145424518186831295